# USS New Hampshire (SSN-778)
SSN-778 Нью-Хэмпшир — пятая подводная лодка США класса «Вирджиния».
Водоизмещение — 7925 тонн, длина 114,8 метров, максимальная ширина — 10,4 метра. В подводном положении «Нью-Хэмпшир» может развивать скорость более 25 узлов.
Заложена 30 апреля 2007 г., спущена 21 февраля 2008 г., крещена 21 июня 2008 г., принята в состав подводных сил ВМС США 25 октября 2008 г.